# 約翰·陶德
約翰·陶德（1838年10月25日—1907年7月15日），英國蘇格蘭籍商人。他於1860年首次抵達臺灣，並於1864年以甸特洋行（Dent & Co.）的首任代理商的身分再次抵臺。甸特洋行於1867年倒閉後，陶德設立了寶順洋行（Dodd & Co.）。他從中國福建安溪引入茶苗在北臺灣種植，並採用廈門與福州技工精製烏龍茶，外銷美國廣受好評，帶起台灣茶業的風潮，他也因此被譽為「臺灣烏龍茶之父」。
1868年6月至1874年5月，陶德受託擔任美國在臺的代理領事。1871年，陶德因熱心救人，獲英國政府頒發亞伯特金章及人道協會銀章。同年，陶德的事業因茶葉成本提高而面臨虧損，直至1874年茶業復甦才恢復。1877年，中國茶商獨霸茶葉市場，陶德面臨破產邊緣，無錢回國，直到陶德在倫敦的叔父逝世，繼承了其鉅額遺產及房地產才得以於1890年返回英國。他於1893年結婚，並於1907年逝世，享壽69歲。

## 早年生活
約翰·陶德於1838年10月25日出生在英格蘭的普雷斯頓，雙親與經營甸特洋行（Dent & Co.）的甸特家族有親戚關係，其父約翰（John）原為普雷斯頓的屠夫，接著先後成為酒吧老闆及甸特洋行一艘飛剪船的船長，其母名叫南妮（Nanny）。他有著蘇格蘭的血統。陶德於1838年11月11日受洗，並在英格蘭北部的克羅斯比雷文斯沃斯成長。陶德9歲時父親經商失敗，於是與姊妹瑪格莉特（Margaret）前往倫敦投靠親戚，由伊萊莎·甸特（ELiza Dent）的鰥夫勞勃·威爾金森（Robert Wilkinson）叔叔代為扶養。陶德熱愛戶外運動，擅長騎馬、板球、划船及射擊，並以神射手聞名。

## 事業與事蹟

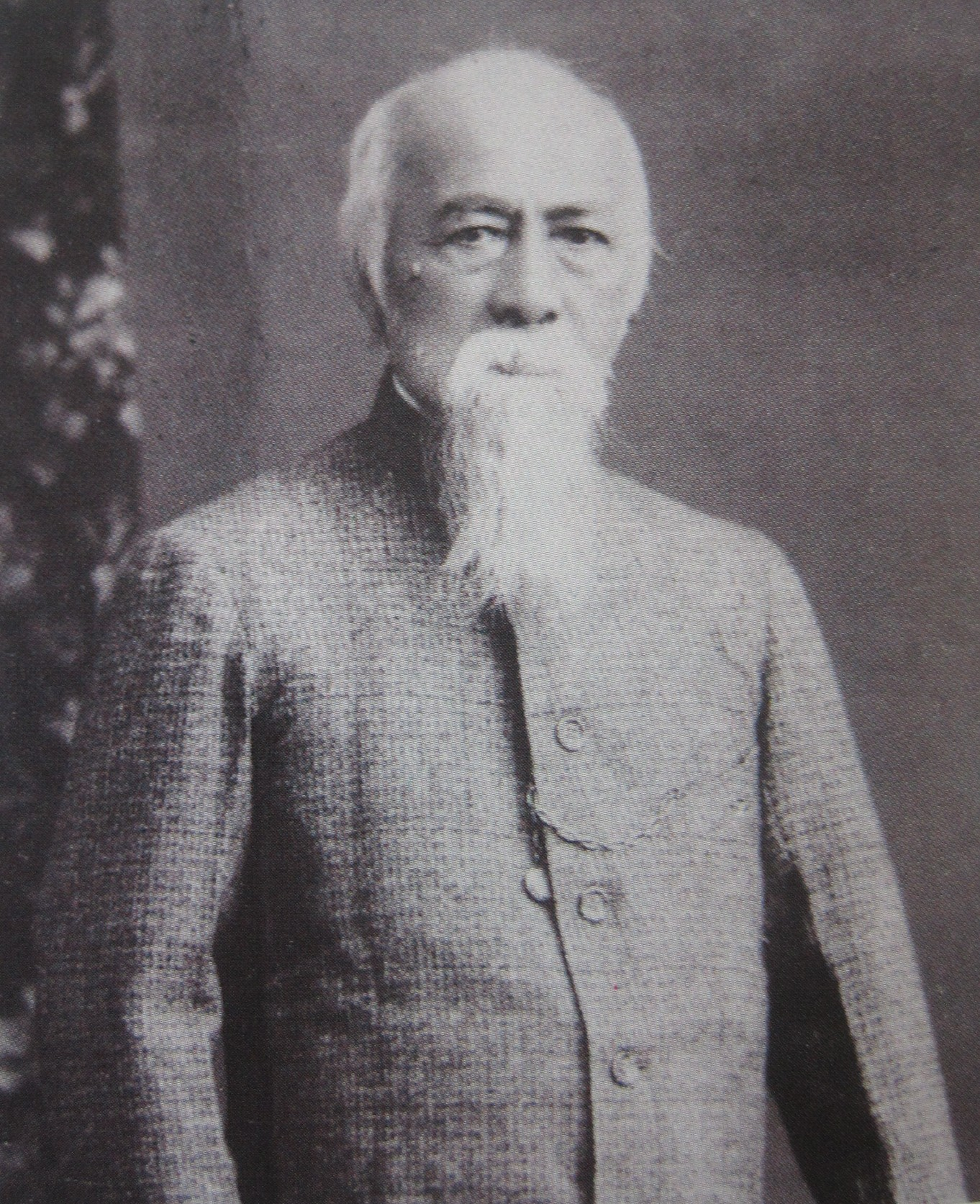
陶德的買辦李春生

1850年，12歲的陶德離家前往香港，成為甸特洋行的一員，擔任打雜的童工。1860年，陶德首次抵達臺灣，以甸特洋行雇員的身分進行考察。1862年，清廷允許擴大開放《天津條約》規定的北臺灣通商口岸，範圍涵蓋艋舺（今萬華），甸特洋行於是決定在該處設立代理商。陶德於1864年夏末再度抵臺，出任甸特洋行的首任駐淡水代理商及德記洋行的香港負責人。隔年他聘請買辦李春生擔任甸特洋行淡水分行總辦。
1864年8月，陶德在臺灣設立煤場，開採煤礦。與此同時，他也開始走訪北部丘陵上的村鎮收購樟腦。陶德觀察到野生茶種及拳山與海山二堡的種茶現狀，發現臺灣的環境適合種茶，品質亦不錯，認為該產業極具競爭力，便開始與李春生在北臺灣推廣種茶。陶德派遣李春生從中國福建的安溪帶茶苗回來，為了鼓勵農民種植而提供貸款給木柵地區的農民，並將收成悉數買下。陶德亦曾打算輸出臺灣肉桂，但因蒐集不易且成本過高而作罷。同時，陶德還研究山區原住民的習俗和語言，與許多部落關係友好，甚至有部落的頭目想將孫女嫁給陶德。
1866年，位於英國倫敦的全球性銀行奧佛倫·格尼銀行突然宣告破產，連帶影響到中國的茶葉貿易，甸特洋行亦遭池魚之殃。甸特洋行於1867年正式倒閉。甸特洋行破產後，陶德與克勞福德·柯爾（Crawford Kerr）合夥設立了寶順洋行（Dodd & Co.），1867年5月2日成為怡和洋行（Elles & Co.）的代理商，繼續由李春生擔任買辦。寶順洋行原打算以艋舺為茶葉發展重心，自行建置茶葉精製場以擺脫福建茶商的管控；但1867至1868年間發生了艋舺租屋事件，陶德因而轉往大稻埕發展。他將寶順洋行移往該地，但仍保留淡水及基隆行館。
1867年，陶德首創機器化製茶，將烏龍茶試銷至澳門，廣受好評。1868年，陶德引進廈門與福州技工精製烏龍茶，以「福爾摩沙烏龍茶」（Formosa Oolong tea）為品牌，外銷美國。1869年蘇伊士運河開通，陶德和李春生雇用兩艘大型飛剪船將2,131擔（piculs）的茶直接運往紐約，大受好評。此次成功帶起臺灣茶業的風潮，並讓大稻埕繁華起來。1870年輸出額增加到10,540擔，每擔均價30元（1867年的均價15元）。他也因此被譽為「臺灣烏龍茶之父」。
1868年6月至1874年5月，美國領事李仙得委任陶德擔任代理領事。
1868年，陶德兼任北中國保險公司（North China Insurance Company）的代理人。1870年6月，陶德接管怡和洋行的另一代理商美利士洋行（Milisch & Co.）。1871年8月，陶德與英國代理領事奧古斯都·馬嘉理前往搭救法國船艦愛德利號（Adele）的受難船員。兩人在救難過程中雙雙負傷。陶德因跛腳而得靠拐杖行走，並因此得到「三腳仔」的綽號。英國政府授予陶德與馬嘉理亞伯特金章及人道協會銀章，以表揚兩人捨身救人的英勇作為。
1871年，因收購茶葉的成本提高，加上茶葉品質遭無良商人降低，陶德的事業面臨虧損，不得不變賣部分房產；直至1874年茶業復甦，陶德才得以重建他的公司。1872年，陶德協助馬偕牧師在台灣租到傳教的據點，兩人成為好友。陶德也屢屢給予馬偕各方面的資源，甚至參加了他的婚禮。1874年，陶德奉命擔任荷蘭的副領事，同時兼任勞合社代理人。1877年，中國茶商獨霸茶葉市場，且意外的火災燒毀寶順洋行在大稻埕的茶棧，陶德面臨破產邊緣。陶德曾寫信給姊妹瑪格莉特，信中寫道：「我無力負擔往返紐約的旅費，只得坐困原地。可惜我無法去和茶商們談生意，這行的人脈關係年復一年改變。（......）我窮到動彈不得，將來恐怕不能回到英國生活。」1877年夏天至1886年間，陶德再次出任美國副領事。
1884年，中法戰爭的戰場延伸至臺灣，陶德擔任《孖剌西報》通訊員，紀錄了法軍封鎖臺灣的真實情況，並將其收錄成（中譯：北台封鎖記）一書。該書對官場文化、戰事戰況及茶業的情況皆有著墨，同時也描寫了百姓、平埔族及山地原住民。德國歷史學家艾布雷希特·沃斯（Albrecht Wirth）稱陶德為「一位傑出的科學家、勤勞的觀察者」。1887年，陶德在倫敦的叔叔勞勃·威爾金森逝世，留給陶德15,000英鎊及英國坎布里亞郡的一些房地產，陶德決定回英國。1890年3月3日，陶德離開了臺灣，從此再也沒回去。

## 兒女
陶德與香港女性泰熙（Taihee，音譯）生下了一男一女，兒子約翰·范倫泰·陶德（John Valentine Dodd）生於1870年，曾在太古洋行任職文員，後來在1923年至1928年在香港最高法院擔任傳譯員。約翰退休後因投機失利破產，1932年逝世。女兒伊蓮·陶德（Elaine Dodd）生於1869年，婚後從夫姓「德沙特」（Delsarte），卒年不詳。

## 晚年生活與逝世

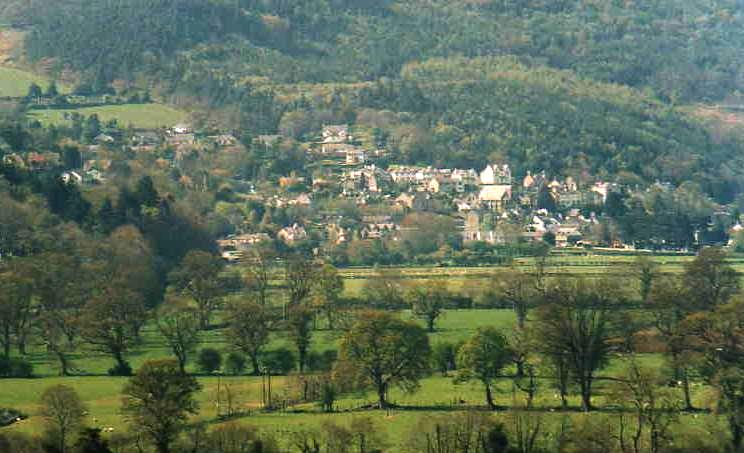
陶德晚年居住在威爾斯的特雷夫留村

1893年8月，陶德與小他27歲的瑪莉·洛伊德（Mary Lloyd）結婚，遷居威爾士特雷夫留村的一棟別墅。1907年7月15日，陶德逝世，享壽69歲，遺體葬在蘭魯斯特的聖母瑪麗亞教堂。陶德將大部分財物留給外甥，並將在台灣的房產贈與兒子。他還在遺囑中將部分遺產分給女兒及泰熙。

## 著作
陶德曾著有以下書籍或文章：
書籍
- （中譯：北台封鎖記）：1888年由香港《孖剌西報》辦公室印刷[39]。

文章
- （中譯：福爾摩沙高山族可能來源之我見）：1882年發表於《皇家亞洲學會海峽分會期刊（英语：Journal of the Malaysian Branch of the Royal Asiatic Society）》[40]
- （中譯：北福爾摩沙高山部落的風俗習慣略覽）：1885年發表於《皇家亞洲學會海峽分會期刊》[41]